# Saltby
Saltby är en by i civil parish Sproxton, i distriktet Melton, i grevskapet Leicestershire i England. Byn är belägen 12 km från Melton Mowbray. Saltby var en civil parish fram till 1936 när blev den en del av Sproxton. Civil parish hade 170 invånare år 1931. Byn nämndes i Domedagsboken (Domesday Book) år 1086, och kallades då Saltebi.